# Sarykemer
Sarykemer (kaz. Сарыкемер) – wieś w Kazachstanie; w obwodzie żambylskim; 15 tys. mieszkańców (2006). Przemysł spożywczy.